# Edoardo Ballerini
Edoardo Ballerini (Los Angeles, 20 marzo 1970) è un attore, regista e sceneggiatore statunitense con cittadinanza italiana, principalmente noto per la sua interpretazione di Corky Caporale ne I Soprano (1999-2007) e di Ignatius D'Alessio in Boardwalk Empire - L'impero del crimine (2010-2014).

## Biografia
Nato a Los Angeles, in California, da padre italiano, lo scrittore, poeta e accademico milanese Luigi Ballerini, e da madre statunitense, Julia, anch'essa scrittrice, Ballerini è cresciuto dividendosi tra New York e Milano ed è bilingue, oltre ad avere la doppia cittadinanza. Si è laureato alla Wesleyan University. Il suo percorso artistico è iniziato in teatro. Attualmente vive a New York.

## Filmografia parziale

### Cinema
- Tre amici, un matrimonio e un funerale (The Pallbearer), regia di Matt Reeves (1996)
- Ho sparato a Andy Warhol (I Shot Andy Warhol), regia di Mary Harron (1996)
- The Last Days of Disco, regia di Whit Stillman (1998)
- Dinner Rush, regia di Bob Giraldi (2000)
- Romeo deve morire (Romeo Must Die), regia di Andrzej Bartkowiak (2000)
- Malevolent, regia di John Terlesky (2002)
- Good Night Valentino, regia di Edoardo Ballerini – cortometraggio (2003)
- Life Is Hot in Cracktown, regia di Buddy Giovinazzo (2009)
- Experimenter, regia di Michael Almereyda (2015)

### Televisione
- Law & Order - I due volti della giustizia (Law & Order) – serie TV, episodio 5x19 (1995)
- 24 – serie TV, episodi 1x18-1x19-1x20 (2002)
- Streghe (Charmed) - serie TV, 1 episodio (2004)
- I Soprano (The Sopranos) – serie TV, 4 episodi (2006-2007)
- Senza traccia (Without a Trace) – serie TV, episodio 5x05 (2006)
- Terminator: The Sarah Connor Chronicles – serie TV, episodi 1x02-1x06-1x08 (2008)
- White Collar - serie TV, episodio 1x14 (2009)
- Boardwalk Empire - L'impero del crimine (Boardwalk Empire) – serie TV, 8 episodi (2010)
- Quarry - Pagato per uccidere (Quarry) – serie TV (2016)
- A Murder at the End of the World – serie TV (2023)

### Regista
- Good Night Valentino – cortometraggio (2003)

## Doppiatori italiani
- Andrea Lavagnino in White Collar, Boardwalk Empire - L'impero del crimine
- Christian Iansante in Quarry - Pagato per uccidere, A Murder at the End of the World
- Manfredi Aliquò in The Last Days of Disco
- Corrado Conforti in 24
- Massimo Lodolo in Malevolent
- Gianluca Solombrino in I Soprano
- Alessio Cigliano in Body of Proof
- Patrizio Cigliano in Elementary
- Marco Baroni in L'ora della violenza 2
- Francesco Pezzulli in Romeo deve morire